# Wiedźmarz
Wiedźmarz lub wiedźmak – postać słowiańskiej mitologii, czarodziej. 
Istnieją dwa przeciwstawne przekonania na temat wiedźmarza. Według pierwszej wersji współdziała z wiedźmami i przewodzi określonej ich grupie. Przeciwnie, w drugiej wersji chroni ludzi przed magią wiedźm i nieumarłych, z którymi walczy na cmentarzach, leczy ludzi i zwierzęta. Wiedźmarze są znani z jazdy konnej i niwelowania skutków czarów.
Według wierzeń wiedźmarz, podobnie jak reszta czarowników, rodzi się lub jest szkolony. Wrodzony wiedźmarz nie ma brody, wąsów, a odbicie w jego źrenicach jest do góry nogami. Wyszkolony wiedźmarz nie różni się niczym od normalnej osoby.